# Kamaris
Kamaris är en ort i Armenien. Den ligger i provinsen Kotajk, i den centrala delen av landet, 16 kilometer öster om huvudstaden Jerevan. Kamaris ligger 1 519 meter över havet och antalet invånare är 2 064.
Terrängen runt Kamaris är varierad. Runt Kamaris är det ganska tätbefolkat, med 149 invånare per kvadratkilometer.. Närmaste större samhälle är Jerevan, 16,5 kilometer väster om Kamaris. 
Trakten runt Kamaris består i huvudsak av gräsmarker.